# Sécession de Munich
La Sécession de Munich (en allemand Münchener Secession) est une association d'artistes créée à Munich en avril 1892, en réaction à l'académisme institutionnel propre à la plupart des organisations artistiques bavaroises.
Pionnière, elle donne naissance à des expositions et à d'autres mouvements sécessionnistes artistiques à la fin des années 1890 dans l'ensemble du monde germanique, et participe à l'émergence du Jugendstil. Témoin de nombreuses dissensions internes, elle est dissoute par le régime nazi en 1938.
Elle renaît en 1946 et maintient depuis ses activités sous la forme d'expositions annuelles.

## Histoire

### Le contexte artistique bavarois

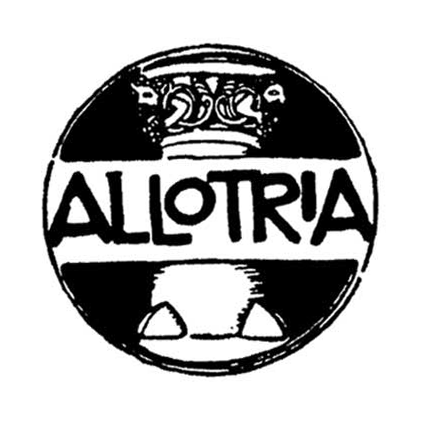
Logo d'Allotria, fondée en 1873.

Durant le dernier quart du XIXe siècle, un bon nombre d'artistes, principalement issu du monde germanique mais pas seulement, viennent étudier et vivre à Munich, attirés entre autres par la Königliche Akademie der Bildenden Künste (KABK) et la Neue Pinakothek, soutenues par le royaume de Bavière, qu'il faut replacer ici dans le contexte de la naissance de l'Empire allemand (1871-1873) et du Gründerzeit. Au fil des années, une école de Munich ((de) Münchner Schule) avait émergé.
L'art soutenu par ce royaume est paternaliste et conservateur. Par ailleurs, les dépenses somptuaires de Louis II endettent lourdement l'État bavarois. La Coopérative d'artistes de Munich (de) (Münchner Künstlergenossenschaft, MKG), fondée en 1856, possède le monopole dans l'organisation des expositions annuelles. En 1873, Franz von Lenbach et Lorenz Gedon (de) de l'Association d'artistes Allotria (de), parvient à mobiliser une cinquantaine d'artistes qui démissionnent de la MKG. En 1879, Lenbach est anobli, et revient dans les faveurs princières, ce qui n'est pas du goût de ses associés.
La politique artistique du prince Léopold de Wittelsbach, régnant à partir de 1886, tend vers une peinture d’histoire nationaliste. Les nouveaux mouvements issus de l'impressionnisme, du japonisme, aussi bien que la peinture sur le motif et le symbolisme, sont mal accueillis.
En 1888, la Coopérative d'artistes de Munich (de) (Münchner Künstlergenossenschaft, MKG), organise comme chaque année une exposition au Glaspalast, principale salle d'exposition munichoise, qui amène de nombreux artistes à s'endetter pour y figurer, ce qui entraîne une violente polémique. Entre ces artistes qui se sentent exclus socialement et ceux qui restent fidèles aux préceptes dictés par le prince, naît bien entendu un conflit d'ordre artistique. L'influence d'Adolph von Menzel, artiste berlinois en définitive ouvert aux nouveaux courants, est ici déterminante. Nombre de protestataires s'insurgent durant les années qui suivent et décident d'entrer en dissidence et de former leur propre organisation artistique, et d'organiser leur propre salon d'expositions.

### Fondation de la Sécession munichoise

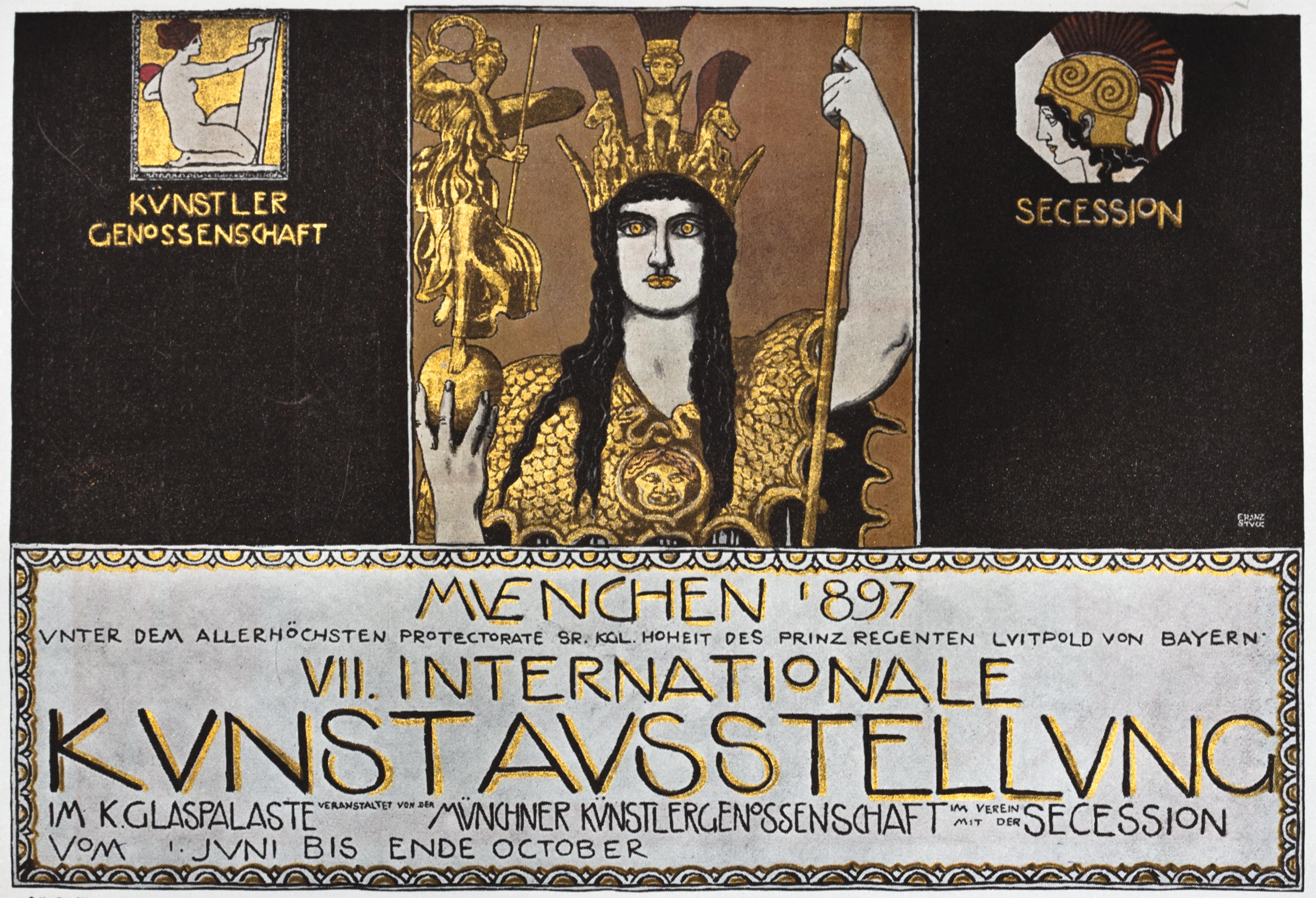
Affiche de la Sécession de Munich par Franz von Stuck pour la VIIe exposition internationale en 1897 organisée conjointement avec la MKG au Glaspalast.

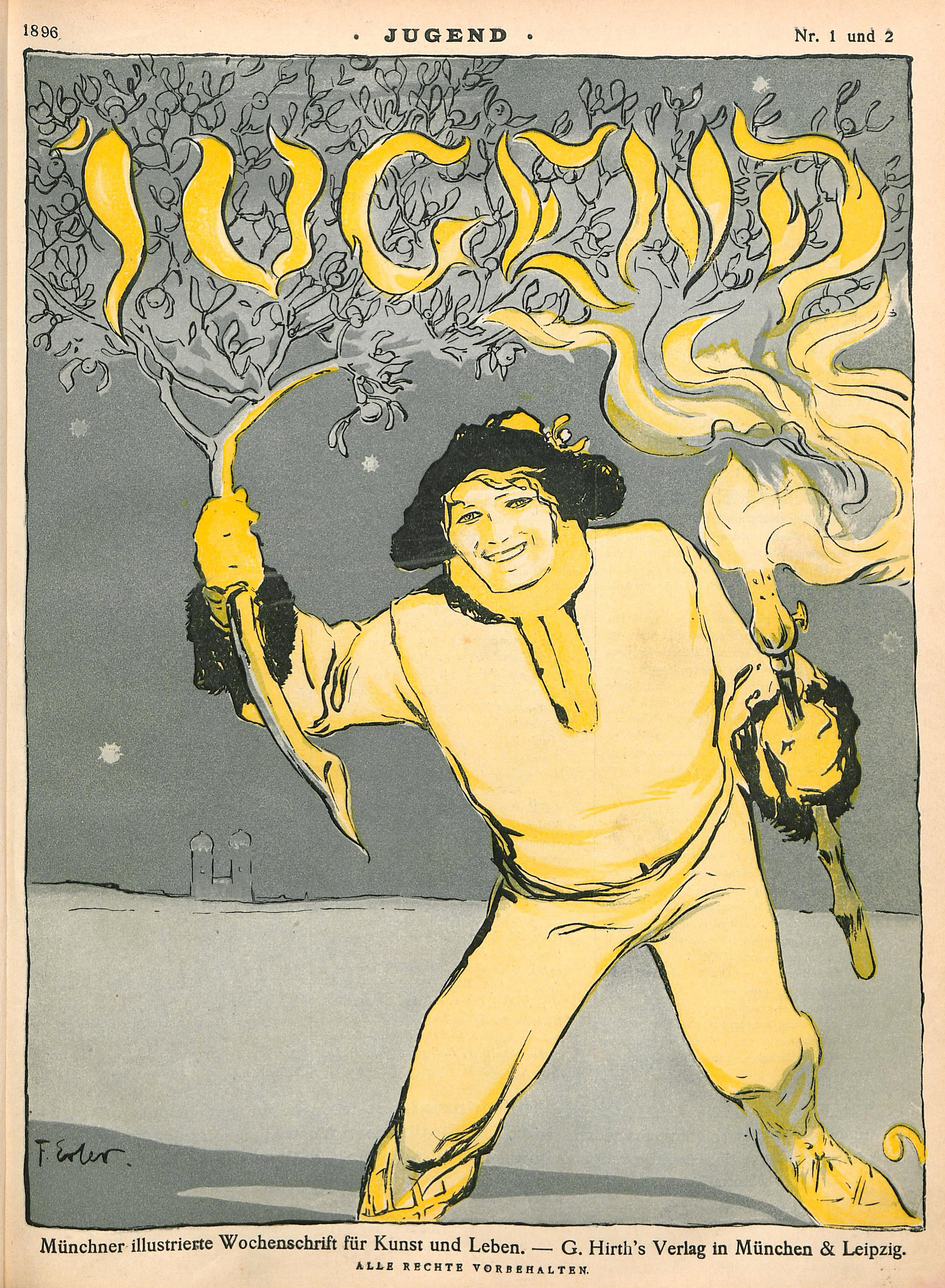
Jugend, couverture du premier numéro par Fritz Erler (Munich, janvier 1896).

Affiche de Franz von Stuck pour l'exposition de la Sécession de Munich à Bâle en nov.- déc. 1898 : ce motif de la tête d'Athéna sera conservé pour toutes les affiches officielles jusque dans les années 1920.

En février 1892, un groupe de onze artistes issus entre autres de l'école naturaliste allemande, dissidente de l'école de Munich et d'Allotria, crée l'association Die Elf (de) (« Les onze ») ; on y trouvent Josef Block, Ludwig Dill, Hugo von Habermann, Otto Hierl-Deronco (de), Paul Hoecker, Gotthardt Kuehl, Bruno Piglhein, Franz von Stuck, Fritz von Uhde, Heinrich von Zügel, et Viktor Weisshaupt.
Le 4 avril suivant est formée la Sécession de Munich afin de montrer l'évolution moderniste des courants artistiques au public. Aux onze de Die Elfe, s'ajoutent 96 membres démissionnaires de la MKG. Cette organisation, qui est en réalité une coopérative (Genossenschaft) prend le nom de « Sécession » quelques mois plus tard et ouvre, en Allemagne, la voie au modernisme dans l'art. Parmi les membres fondateurs, on trouve aussi Peter Behrens, Adolf Brütt, Lovis Corinth, Max Liebermann, Walter Leistikow, Reinhold Lepsius, Hans Olde, Anton von Stadler (de), Wilhelm Trübner. Sont élus Bruno Piglhein, premier président, et comme premier secrétaire, Paul Hoecker, deux cofondateurs de Die Elfe.

Leur profession de foi est la suivante : 

« On devrait voir dans nos expositions l'Art sous toutes ses formes et accueillir tous les talents, qui puiserait aux sources les plus anciennes ou les plus récentes, des œuvres qui honorent et comblent la ville de Munich, permettant ainsi l'éclosion de fleurs encore plus belles. »

L'association est encouragée et soutenue financièrement à ses débuts par le collectionneur d'art et homme de presse Georg Hirth, éditeur du magazine culturel illustré mensuel Jugend, et par l'homme politique d'obédience socialiste Georg von Vollmar. La Sécession de Munich inspire la Sécession de Dresde en 1894, et aura une influence certaine sur la Sécession viennoise qui émerge en 1897 et la Berliner Secession, fondée en 1898, la ville de Berlin ayant déjà été le cadre de la naissance d'actions culturelles éminemment modernistes comme la revue Pan, fondée en avril 1895, en lien avec Stuck.
Munich devient à la fin des années 1890 un véritable creuset d'expériences visuelles et graphiques nouvelles. Parmi celles-ci, signalons la naissance du magazine Simplicissimus fondé par Albert Langen et Thomas Theodor Heine en avril 1896, qui n'hésite pas à braver la censure allemande.

### Premières expositions et dissensions
Pour cette nouvelle association d'artistes fondée en 1892, il est d'abord difficile de trouver un lieu d'exposition à Munich. La ville de Francfort est prête à l'accueillir et à donner 500 000 marks si elle déménage. En 1893, une première exposition est montée au ULAP (de) à Berlin. L'architecte Franz von Stuck construit Prinzregentenstraße sa villa, de style néoclassique (villa Stuck, musée Art Nouveau), qui accueille la première exposition dans la ville bavaroise. La même année, 297 artistes exposent 876 œuvres, l'exposition attire 4 000 visiteurs le premier dimanche.
L'organisation monte deux types d'exposition : une annuelle (Münchener Jahresausstellung) et une autre qui est internationale (Internationalen Kunstausstellung München), et qui ne prend pas uniquement place à Munich mais peut exporter la marque et surtout accueille des artistes du monde entier.
Elle organise sa première exposition internationale en 1893 dans un bâtiment spécialement construit situé à l'angle de Prinzregentenstrasse et Pilotystrasse ; le lieu servit jusqu'en 1912.
Après un accord avec Franz von Lenbach, une exposition se fait conjointement avec la MKG en 1897. Puis, en 1900, la Sécession se retrouve dans le Staatliche Antikensammlungen et la MKG, dans l'Alte Nationalmuseum et Lenbach dans sa propriété. En 1903, elle entretient des liens avec le Deutscher Künstlerbund.
L'émergence de la Sécession de Munich eut également comme conséquence la formation d'un autre groupe d'artistes dissidents au sein même de la MKG, qui formèrent en 1897 le Luitpold-Gruppe, qui s'affranchirent ensuite de sa tutelle en 1901. En 1899, cette fois au sein même de la Sécession, se forme, avec d'abord le nom de Gruppe G, le Scholle, sous la houlette de Paul Hoecker ; ce groupe, qui disparaît en 1911, inspirera les jeunes artistes de Die Brücke et du Blaure Reiter. En 1901, nouvelle dissension interne, le groupe Phalanx (de) se forme. Fin 1913, en désaccord avec la Sécession de Munich jugée conformiste, la Nouvelle Sécession de Munich (de) est créée sous la présidence d'Albert Weisgerber ; leur première exposition ouvre sur la Galeriestrasse, en juin 1914 et est interrompue par le début de la Première Guerre mondiale.

### Évolution et bilan
La Sécession de Munich regroupe des artistes établis comme Hans Thoma, Wilhelm Trübner, Fritz von Uhde, Franz von Stuck et Max Liebermann, ainsi que des avantgardistes comme Lovis Corinth, Otto Eckmann et August Endell. Elle ouvre la voie à l'Art nouveau (en Allemagne, le Jugendstil, et dans la sphère viennoise, le Sezessionsstil). L'artiste le plus connu du mouvement est Franz von Stuck qui fait scandale avec son art symboliste érotique. Une Villa Stuck se construit en réponse à la Lenbachhaus. En 1897, elle devient le symbole de la Sécession.
Durant les années 1920, Angelo Jank en est le président.
En 1938, les nazis proclament la dissolution de la Sécession de Munich.
Après la Seconde Guerre mondiale, en 1946, les membres survivants se retrouvent avec de nouveaux artistes dans le Neue Gruppe (de) ou le Neue Münchner Künstlergenossenschaft.
En 1992, est célébré le centenaire de la Sécession. L'année suivante, une société des amis et sympathisants de la Sécession de Munich est fondée.

## Membres de la Sécession de Munich

### Bureau fondateur
- Bernhard Buttersack
- Ludwig Dill
- Bruno Piglhein, président en 1892
- Ludwig von Herterich
- Paul Hoecker, secrétaire
- Albert von Keller
- Paul Wilhelm Keller-Reutlingen (de)
- Gotthardt Kuehl
- Hugo von Habermann, vice-président en 1892, président en 1904
- Robert Poetzelberger, secrétaire adjoint
- Franz von Stuck
- Fritz von Uhde
- Heinrich von Zügel

### Autres membres fondateurs
Benno Becker (de), Carl Johann Becker-Gundahl (de), Peter Behrens, Josef Block, Theodor Baierl, Georges Bouzianis, Lovis Corinth, Paul Eduard Crodel, Friedrich Eckenfelder (de), Hermann Eichfeld (de), Otto Hierl-Deronco (de), Adolf Hölzel, Leopold von Kalckreuth, Eugen Kirchner, Christian Landenberger, Max Liebermann, Hans Olde, Rudolf Nissl, Fritz Osswald, Leo Samberger (de), Hermann Schlittgen (de), Christian Speyer, Anton von Stadler (de), Konrad Starke, Fritz Strobentz (de), Wilhelm Trübner, Fritz Voellmy (de), Wilhelm Volz (de), Viktor Weisshaupt, Sion Longley Wenban (de).